# 越南獨立宣言

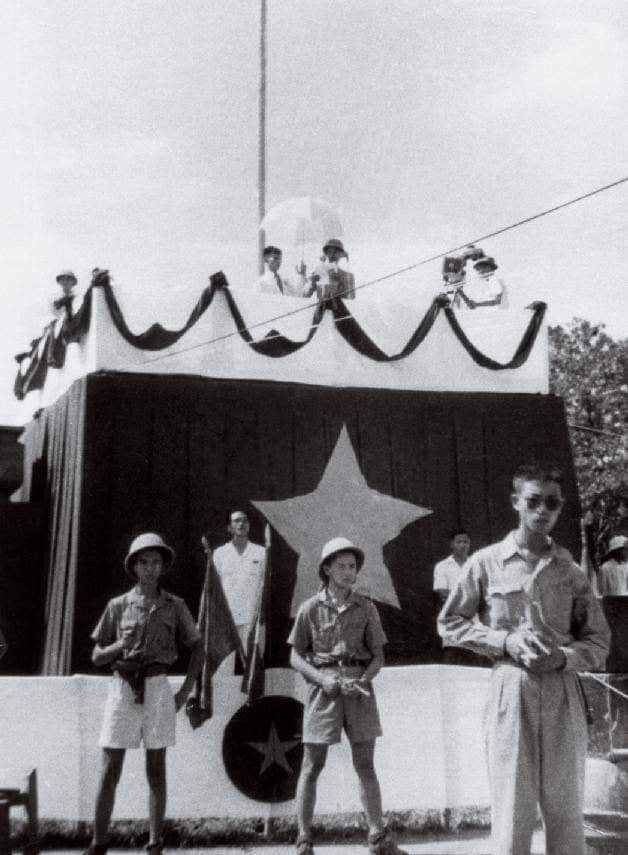
1945年9月2日

越南《獨立宣言》（越南语：／），指越南民主共和國成立時发布的一篇文告，於1945年9月2日在首都河內的巴亭廣場發表，由越南獨立同盟會主席胡志明撰寫及朗讀。當時越南經歷了大半個世紀的法國殖民統治，加上二戰期間日本的五年軍事佔領，至胡志明發表《獨立宣言》，亦即表示在越南共產黨的領導下，脫離殖民統治，獨立建國，並且推翻君主制，建立共和政體。

## 歷史背景

### 八月革命及越共建國
越南從1883年《第一次順化條約》起，成為法國的「保護國」，實際上是受其殖民統治。1940年9月，日軍開入越南，先是軍事佔領，同時保留法國殖民政府。及後於1945年3月9日發動政變（三九政變），驅逐法國官僚，操縱阮朝末代皇帝保大帝為傀儡，全面控制越南。與此同時，以胡志明為首的越南獨立同盟會（簡稱越盟）一直尋求機會擊退日軍。1945年8月，日本節節敗退，越盟發動「總起義」，在全國各地進攻日軍，史稱「八月革命」，最後順利地控制全國。
其後，順化的保大帝朝廷向越盟正式交出權力及武器裝備。8月30日，越盟代表陳輝燎等接收保大的金印和寶劍，越南君主制度至此終結。9月2日，越南民主共和國成立，並由胡志明撰寫、宣讀《獨立宣言》。

### 胡志明與《獨立宣言》
胡志明是越南共產黨及越南獨立同盟會的主要領導人物，與越南獨立運動和《獨立宣言》都息息相關。據傳記作者陳民先所說，《獨立宣言》除了是越盟戰士及「越南二千多萬人民」努力的成果外，亦是胡志明的心血結晶：「《獨立宣言》是胡主席曾寫於一九一九年的遞交給凡爾賽會議的要求和寫於一九四一年的越盟綱領的結果。」
當1945年的八月革命取得成功，越盟決定成立越南民主共和國時，胡志明便親自草擬《獨立宣言》。寫好草稿後，就讀給身邊的同事聽，並喜形於色地徵求他們的意見。雖然胡志明事務繁重，並有時發燒及咳嗽，但仍在9月2日那天，宣讀了《獨立宣言》。

### 國際新形勢的壓力
據越共前政要阮良朋的憶述，八月革命成功後，越盟的一切行動都十分匆忙，包括建國、宣讀《獨立宣言》，成立國民大會。阮良朋、陳輝燎、瞿輝瑾等在8月底受命赴順化出席保大帝的退位儀式，隨即收到越南共產黨中央的緊急電報，通知他們立即回河內參加9月2日的越南獨立大典。迫切行事的原因，阮良朋指出一方面是要解決國內貧窮、識字率低等問題。另一方面，是國際上的反共氣氛逐漸緊張，因而要儘快設法「防止法帝國主義捲土重來、對付即將進入我國的蔣介石軍隊（中華民國將領盧漢率20萬軍開入越南接受日軍投降）和逃亡國外的越南國民黨將要跟隨著外國軍隊的入侵而重新回來的問題」。

## 內容概要

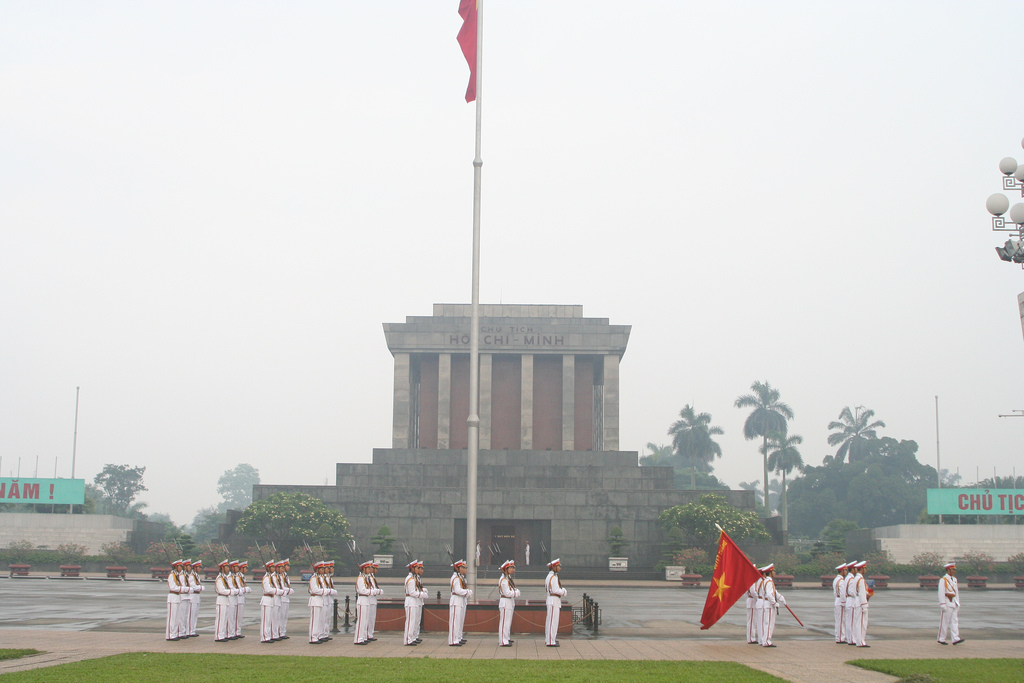
河內巴亭廣場──宣讀越南《獨立宣言》的所在地

《獨立宣言》在1945年9月2日，於首都河內的巴亭廣場的越南民主共和國成立慶祝大會上宣讀，據稱，參加者多達50萬人。宣言的開首兩段，列出了《美國獨立宣言》中的「一切人生來就是平等的。他們應享有天賦的不可侵犯的權利，這就是：生存、自由和追求幸福的權利」，以及《法國人權宣言》中的「天賦人類自由和平等的權利，而且人類應該時時享有自由和平等的權利」，說明包括越南民族在內的全球人類，都享有相同的權利。
接著是歷數法國殖民當局的暴行，諸如「他們施行野蠻的法律」、「建立的監獄比學校還多，他們無情地殺戮我們的愛國家愛民族的人，他們把我們的每次革命起義浸浴在血海中」、「他們壓制輿論，施行愚民政策」、「他們用鴉片和酒精來腐蝕我們種族的健康」等等。並痛斥法國殖民政府在1940年日軍入侵越南時，「卻屈膝投降，打開我國的大門迎接日寇」，已經沒有能力「保護」越南這個法屬「保護國」。
然後，就是力陳越盟「從日本的手裡而不是從法國殖民主義者的手裡奪回政權的」。因此有資格宣佈獨立和締造共和政體：「法國人逃跑、日本投降、保大皇帝遜位，我們的人民已經粉碎了近百年來的殖民枷鎖而建立了獨立的越南，我們的人民還推翻了幾十個世紀以來的君主制度，從而締造了民主共和制度。」最後，以越南民主共和國之名宣佈：「越南享有自由和獨立的權利，而且事實上已經成了一個自由和獨立的國家。越南全民族堅決地用全部精力、生命和財產來維护這個自由、獨立的權利！」

## 宣讀當日的情況

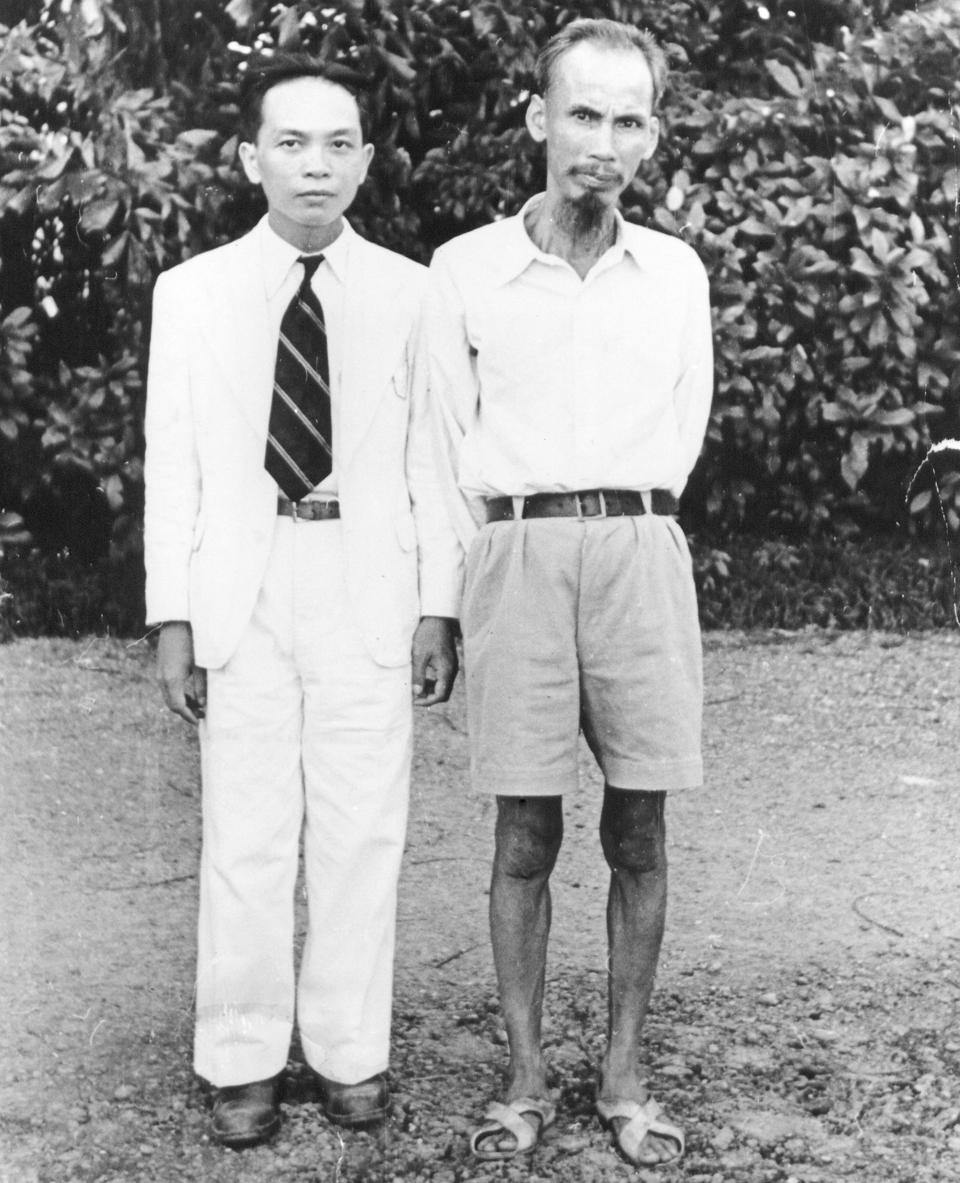
胡志明（右）──越南《獨立宣言》的草擬者及宣讀者

- 《獨立宣言》原定在9月2日的下午二時正宣讀，並準備透過收音機播放，但卻出現故障，無法播放，而越南民主共和國當局則聲稱收聽沒有問題。此外，《獨立宣言》的宣讀亦無法準時開始，原因是胡志明等政要人物所乘坐的美國製汽車，要穿過擠擁的人群才到達會場，結果延誤了二十五分鐘方開始。[6]
- 胡志明朗讀《獨立宣言》的同時，亦一面發揮其領袖魅力。在場人士大為感動的是，胡志明的穿著清簡，頭戴硬帽，腳踏橡膠涼鞋，身穿卡其服，給人平易近人、猶如慈父的感覺，而且聲線明亮，段落間又會問聽眾：「我說的話同胞們聽清楚嗎？」有記者憶述這「頓時打消了主席和人民之間的最後隔閡，使領袖和群眾融合成親密無間的一體」。[7]

## 在越南史上的意義
從越南民主共和國（即現今的越南社會主義共和國）的角度出發，《獨立宣言》象徵著「宣告我國的殖民制度和封建制度的死亡，同時，開辟了我國人民自己主宰自己的命運，以實現獨立、自由、幸福的新紀元」。正由於意義重大，宣讀《獨立宣言》的9月2日那天成為了越南的盛大節日。
西方學者戴维·G·马尔（David G. Marr.）則認為，越南《獨立宣言》的篇幅雖然不長，但卻著意於把越南當下局勢與世界歷史上的革命傳統掛鈎，以突顯越南民主共和國成立的合理性。因而在文章一開始，便引用《美國獨立宣言》和《法國人權宣言》，提出生存、平等、自由等觀念，來對比法國殖民統治的暴行。

## 越南史上的其他「獨立宣言」
- 《南國山河》：11世紀晚期的宋越熙寧戰爭中，北宋軍隊攻入越南李朝，越軍大將李常傑為了振奮士氣，就寫了《南國山河》一詩：「南國山河南帝居，截然定分在天書。如何逆虜來侵犯？汝等行看取敗虛[10]。」越共學者評價這首詩是「李常傑以全民族的名義重申了民族的神聖獨立權和平等權，嚴重警告外來侵略者。這首詩就像在外國統治一千多年后的第一個獨立宣言那樣被載入史冊。」[11]

- 《平吳大誥》：15世紀早期，越南一度被中國明朝所佔，後來由黎利領導起義，復國成功，並由阮廌撰《平吳大誥》，該文提到：「仁義之舉，要在安民，吊伐之師，莫先去暴。惟我大越之國，實為文獻之邦，山川之封域既殊，南北之風俗亦異。自趙、丁、李、陳之肇造我國，與漢、唐、宋、元而各帝一方。」文誥裡強調黎利的起義稱帝完全合情合理，能夠讓越南「開萬世太平之基」[12]。越共學者認為這篇文章是越南民族的「第二個獨立宣言」，「提高了我國（越南）人民的獨立自由的意志、英勇不屈的傳統和人道主義的精神。」[13]
- 保大皇帝的獨立：1945年3月，日本發動政變，驅逐法國人員後，便支持越南保大皇帝獨立，廢除順化朝廷受法國保護的協訂。實際上，則是受日本大東亞共榮圈的支配。[14]

### 引用
1. ↑  陳輝燎《越南人民抗法八十年史》第二卷下冊，472-555頁。
2. ↑  陳民先《胡主席革命活動片斷》，收錄於《我們的胡伯伯》，86-87頁。
3. 1 2  阮良朋《我和胡伯伯的幾次會見》，收錄於《胡伯伯》，71頁。
4. ↑  《八月革命史 (一九四五年)》，102頁。
5. ↑  《獨立宣言》（1945年9月2日），收錄於《胡志明選集》第二卷，1-4頁。
6. ↑  Vietnam 1945: the quest for power, by David G. Marr., pp.525-532.
7. ↑  陳民先《胡主席革命活動片斷》，收錄於《我們的胡伯伯》，88-89頁。
8. ↑  《八月革命史 (一九四五年)》，102頁-103。
9. ↑  Vietnam 1945: the quest for power, by David G. Marr., pp.532-535.
10. ↑  吳士連等《大越史記全書‧本紀全書‧李仁宗紀》，249頁。
11. ↑  越南社會科學委員會《越南歷史》，200頁。
12. ↑  吳士連等《大越史記全書‧本紀實錄‧黎太祖紀》，546-548頁。
13. ↑  越南社會科學委員會《越南歷史》，296-302頁。
14. ↑  陳輝燎《越南人民抗法八十年史》第二卷下冊，419-420頁。